# Sporobolus elatior
Sporobolus elatior är en gräsart som beskrevs av Jean Marie Bosser. Sporobolus elatior ingår i släktet droppgräs, och familjen gräs. Inga underarter finns listade i Catalogue of Life.